# دیوید هیوم
دیوید هیوم (به انگلیسی: David Hume؛ ۷ مه ۱۷۱۱ – ۲۵ اوت ۱۷۷۶) از فیلسوفان دوران روشنگری اسکاتلند، تاریخ‌نگار، اقتصاددان، نظریه‌پرداز، کتابدار و جستارنویس اسکاتلندی بوده است. هیوم به دلیل اختلاف نظر فلسفی با اکثر فیلسوفان و ذهنیت متفاوت خود در حوزه‌های فلسفی از قبیل تجربه‌گرایی، شک‌گرایی و طبیعت‌گرایی متافیزیکی مشهور است. در واقع او را باید یکی از شاخص‌ترین چهره‌های فلسفه با ایدئولوژی تجربه‌گرایی دانست.

## کتاب‌ها و نظریه‌های هیوم
دیوید هیوم با نگارش کتاب رساله دربارهٔ طبیعت آدمی (۱۷۴۰–۱۷۳۹) تلاش کرد تا شناختی طبیعت‌گرایانه از انسان به دست آورد، تا از رهگذر آن مبنای روانی طبیعت انسان را ارزیابی کند. دیوید هیوم مخالف وجود «فطرت» بود. وی معتقد بود که تمام دانش انسانی تنها از «تجربه» سرچشمه می‌گیرد. این اعتقاد او را به عنوان یک فیلسوف تجربه‌گرا در کنار فلاسفه‌ای مانند فرانسیس بیکن، توماس هابز، جان لاک و جرج بارکلی، فیلسوفان تجربه‌گرا قرار می‌دهد. یکی از مهم‌ترین و ماندگارترین مسائل مورد پژوهش وی، مسئلهٔ استقرا در علم منطق است.
استقرا به این معنی است که نتیجه‌گیری وجود یک رابطهٔ علّی است که از قیاس مقدمات بحث یا کنکاش در تجربیات گذشته، مستلزم آن است که فرض کنیم آینده چیزی شبیه گذشته خواهد بود فرضی که خود نمی‌تواند مبتنی بر تجربیات گذشته باشد. استدلال هیوم این بود که استقرا و باور به علیت، به جهت عقلی توجیه شدنی نیست. و این دو، از عرف و عادت ذهنی ناشی می‌شوند. ما در واقع هرگز نمی‌فهمیم که یک اتفاق معلول اتفاقی دیگر است (علت و معلول) بلکه تنها پیوستگی دائم بین رخدادها (همراه شدن از نظر زمانی و نزدیکی زمان وقوع آن‌ها) را تجربه می‌کنیم. مسئلهٔ استقرا در این‌جا به این معناست که برقرار کردن هرگونه رابطهٔ علیت از تجربهٔ گذشته، مستلزم این پیش فرض است که هر معلولی دارای علتی است.
هیوم که جزو مخالفان خردگرایی فلسفی بود، اعتقاد داشت که این، «امیال» (passions) انسان است که حاکم بر رفتار اوست و نه عقلش: «عقل صرفاً بردهٔ امیال انسان است یعنی عقل تابع خواسته‌های انسان است و از خود اختیاری ندارد.» هیوم یک فیلسوف احساس‌گرا (sentimentalist) بود و اعتقاد داشت که اخلاق بیشتر مبتنی بر عاطفه و احساس است تا اصول تجریدی اخلاقی. هیوم خود را متعهد به توضیح طبیعت‌گرایانهٔ پدیدهٔ اخلاقی می‌دید و می‌توان گفت نخستین فردی محسوب می‌شود که مسئلهٔ «هست و باید» را به وضوح توضیح داده و ایده‌ای که در این مسئله مطرح می‌شود این است که الزام و باید را نمی‌توان صرفاً از آنچه که هست بیرون کشید.
هیوم منکر این بود که بشر فهمی واقعی از «خود» دارد و معتقد بود که ما تنها «بقچه‌ای از احساسات» را تجربه می‌کنیم و «خود» چیزی بیش از همین بقچهٔ آکنده از ادراک‌های علیتی نیست. نظریهٔ سازگار گرایانه هیوم از اختیار جبرگرایی علیتی را کاملاً با آزادی انسان سازگار می‌بیند.
دیدگاه‌های هیوم دربارهٔ مفهوم فلسفهٔ دین، از جمله انکار معجزات و انکار برهان نظم برای اثبات وجود خدا، در زمان خود به شدت جنجال‌برانگیز شد. وی زمانی که به الحاد متهم شد گفت «باید بگویم که کفر خود را می‌پذیرم!» او در سال ۱۷۵۲ میلادی، کتابدار دانشکدهٔ وکلای مدافع شد. نفع این شغل برای او این بود که انبوهی از منابع مطالعاتی در اختیارش قرار داشت و در همین زمان بود که به فکر نگارش تاریخ انگلیس افتاد. هیوم این اثر را به نوعی یک اثر یکتا می‌دید، با این حال پس از انتشار آن با انتقادات شدید و تندی از طرف اقشار مختلف جامعه مواجه شد. هیوم در این کتاب سعی دارد تا برتری محافظه کاران را بر لیبرال‌ها و برتری اسکاتلندی‌ها را بر انگلیسی‌ها ثابت کند. این کتاب را نیز می‌توان در زمرهٔ بداقبالی‌های هیوم به‌شمار آورد و این شکست برای هیوم تا بدین اندازه بود که خود می‌گوید: «اگر میان انگلیس و فرانسه جنگ درنمی‌گرفت به فرانسه پناهنده می‌شدم و حتی نام دیگری اختیار می‌کردم!» اما با تمام این احوال هیوم دلسرد نشد و به نگاشتن جلد دوم تاریخ انگلیس پرداخت.
هیوم بر مکاتب فایده گرایی، اثبات گرایی منطقی، فلسفهٔ علم، فلسفهٔ تحلیلی، علوم شناختی، الهیات و بسیاری حوزه‌ها و متفکران دیگر اثرگذار بود. ایمانوئل کانت از هیوم به عنوان کسی که او را از خواب جزم اندیشی بیدار کرد، یاد می‌کند. از دیوید هیوم همچنین به عنوان ریاضیدان نیز یاد می‌شود.
او اثر ارزشمند خود، «دربارهٔ طبیعت آدمی» را طی سال‌های اقامتش در فرانسه (۱۷۳۷–۱۷۳۴)، به رشتهٔ تحریر درآورد.
دیوید هیوم در سال ۱۷۳۷ میلادی به اسکاتلند بازگشت و در آن جا اثر فلسفی دیگری را منتشر ساخت. در سال ۱۷۴۵ درخواست کرد تا در دانشگاه ادینبرو، کرسی تدریس اخلاق و فلسفهٔ روح را بر عهده بگیرد؛ ولی درخواستش به این دلیل که به شک و الحاد مشهور شده بود پذیرفته نشد.
پس از یک سال تدریس خصوصی به عنوان منشی یک ارتشی، از اسکاتلند خارج شد و تا سال ۱۷۴۹ به میهنش بازنگشت. در این مدت چند اثر فلسفی از او منتشر شد که نام و شهرتی بلند برای او به ارمغان آورد.
در سال ۱۷۵۲، هیوم کتابدار دانشکدهٔ وکلای مدافع در ادینبرو شد و با خواهرش در آن شهر سکونت گزید. هیوم با استفاده از منابع موجود در کتابخانه، به نوشتن تاریخ انگلستان روی آورد و تا سال ۱۷۶۱ چندین جلد از آن را تألیف و منتشر کرد.
وی در سال ۱۷۶۳ همراه «ارل آوهرتفرد»، سفیر بریتانیا در فرانسه، به پاریس رفت و مدتی نیز به عنوان دبیر سفارتخانه مشغول بود. در پاریس با شماری از فیلسوفان فرانسوی معاشرت کرد؛ اما پس از مدتی به لندن بازگشت. در آن جا دو سال به عنوان معاون وزیر برگزیده شد و در سال ۱۷۶۹، دوباره به ادینبرو بازگشت.
وی بر فلاسفهٔ بعد از خود مانند کانت تٱثیر زیادی گذاشت. کانت در کتاب تمهیدات می‌نویسد: «اذعان می‌کنم که این هشدار دیوید هیوم بود که سال‌ها پیش، نخستین بار مرا از خواب جزم اندیشی بیدار کرد و به پژوهش‌های من در قلمرو فلسفهٔ نظری جهت دیگری بخشید»
در کتاب تاریخ تمدن اثر ویل دورانت دربارهٔ مرگ هیوم آمده است:

در آستانهٔ مرگش، بازول با سماجت پرسید که آیا اکنون به زندگی دیگر اعتقاد دارد؟ هیوم پاسخ داد: اندیشه‌ای نابخردانه‌تر از ابدیت انسان نمی‌شناسم. بازول مداومت کرد و بازپرسید که آیا اعتقاد به زندگی اخروی دلخوش‌کننده نیست؟ هیوم پاسخ داد: ابداً، بسیار اندوه‌بار است. این بار زنش نزد او آمد و خواهش کرد به خدا معتقد شود؛ او را به شوخی از سر باز کرد. بارها این کار تکرار شد و هیوم امتناع کرد؛ چند لحظه بعد درگذشت.
در کتاب «تحقیقی در باب اصول اخلاق» نوشتهٔ دیوید هیوم آمده است:
اولویت‌ها و اختلاف‌های سلیقه‌ای به‌شدت بر این قضیه لطمه وارد کرده‌اند، مثلاً در جامعه‌ای دیده شده است که مردم باستانی سوریه در اوج قحطی و مشقت حاضر نمی‌شدند گوشت کبوتر بخورند. یا مثلاً روزهای «پنجشنبه» خوردن گوشت مرغ حلال اعلام شده است، ولی خوردن همان گوشت در روزهای جمعه حرام است، بنابراین هر چه می‌نگرم، می‌بینم این‌ها هیچ‌یک علت مشخصی ندارند و احترام‌ها یا دلسوزی‌های بی‌دلیلی است که علتی برایش نمی‌بینم.

## آثار
مهم‌ترین آثار او به ترتیب انتشار عبارتند از:
۱. رساله در باب طبیعت آدمی (۱۷۴۰–۱۷۴۰)
A Treatise of Human Nature: Being an Attempt to introduce the experimental Method of Reasoning into Moral Subjects
۲. جستارهای اخلاقی، سیاسی و ادبی (۱۷۴۱–۲)
(Essays, Moral, Political, and Literary)
۳. کاوشی در خصوص فهم بشری (۱۷۴۸)
(An Enquiry concerning Human Understanding)
۴. کاوش در مبانی اخلاق (۱۷۵۱)
(An Enquiry Concerning the Principles of Morals)
۵. گفتارهای سیاسی (۱۷۵۲) (Political Discourses)
۶. چهار رساله (۱۷۵۷) در زمینه‌های تاریخ طبیعی دین، انفعالات نفسانی، تراژدی و دربارهٔ معیار استحسانی (نیک دانستن و پسندیدن) و ذوقی
(Four Dissertations)
۷. تاریخ انگلیس (۱۷۶۲–۱۷۵۴)
(The History of England)
۸. تاریخ دین طبیعی (۱۷۵۷)
(The Natural History of Religion)
۹. زندگی من (۱۷۷۶) خودزندگینامه هیوم که اندکی پیش از مرگش برای چاپ تازه «رساله» نگاشته شد و نخستین‌بار توسط آدام اسمیت، دوست او منتشر شد.
۱۰. گفت‌وگوهایی دربارهٔ دین طبیعی (۱۷۷۹)
(Dialogues Concerning Natural Religion).

## دیدگاه‌ها

### دین
سر باز زدن از پذیرش دین و عقاید دینی در زمان پیامبران معمولاً به دلیل تبیین‌ناپذیر بودن یا مسخره بودن معجزات بوده است، ولی امروزه گمان نمی‌کنم که شخص خردمندی بتواند حتی یک دلیل مناسب برای تبیین دین داشته باشد.
در کتاب مقدس تناقضات زیادی دیده می‌شود که شاید یکی از دلایل آن از بین رفتن بخش‌های زیادی از کتاب مقدس پس از مرگ مسیح و بازنویسی آن توسط شمار زیادی از حواریون باشد. ولی مسئله اصلی این است که وقتی انسان بر اساس حس انسانیت خود که یک حس قوی در وجود اوست رفتار می‌کند دیگر نیاز نیست به دنبال توجیهات ضعیف‌تری همچون توجیهات باستانی، تاریخی یا کتب مقدس برود که سرشار از تعارض و تناقض هستند؛ لذا توقع مذاهب از من برای پیروی از آن‌ها بسیار خودخواهانه و غیرانسانی است در حالی که من تنها راه رستگاری انسان را «آموختن بر مبنای خرد و شواهد عینی» می‌دانم تا به واسطهٔ آن سلطهٔ خرافات را از زندگی‌ام برای همیشه برچینم و پایان دهم.
اگر به تاریخ بشر بنگریم «قانون» همواره چیزی متغیر بوده است. هرچند بخشهای ثابتی هم ممکن است در آن وجود داشته باشد که آن را حفظ کرده است. ولی مسائلی همچون شرایط نابسامان تجاری، جنگ، حاکمیت مذاهب در کشورهای مختلف، شرایط آب و هوایی و به ویژه اخلاق حاکم بر اکثریت جامعه، همواره باعث تغییر قوانین شده‌اند.
هیوم در کتاب تاریخ طبیعی دین، منشأ پیدایش توحید در میان بشر را «عقل» و پیدایش شرک را ناشی از «ترس» (و برخی دیگر از غرایز) می‌داند.

### نفی وجود واجب
1. هیچ چیزی اثبات نمی‌شود مگر آن که نقیض آن مستلزم تناقض باشد.
2. هیچ چیز قابل تصور به‌طور متمایز، مستلزم تناقض نیست.
3. تصور هر شیء موجود به صورت ناموجود، مستلزم امتناع منطقی نیست.
4. پس موجودی نیست که عدم وجود آن مستلزم تناقض باشد.[۱۴]

در کتاب گفت‌وگوها در باب دین طبیعی هیوم از زبان کلئانتس انتقادات خود را به واجب‌الوجود این چنین بیان می‌کند:
کلئانتس گفت: برای دمیا نشان دادن ضعف این دلیل‌آوری مابعدالطبیعی را به فیلو نخواهم سپرد. این دلیل‌آوری به چشم من چنان آشکارا کَژ بنیاد است و در عین حال برای دین و پارسایی راستین پیامدی چنان اندک دربردارد که خود جسارت خواهم ورزید تا مغلطه‌اش را نشان دهم. 
با اظهار این نکته شروع خواهم کرد که یاوگی پیدایی هست در ادعای مبرهن ساختن شک‌زدایانهٔ یک امر واقع توسط حجتی پیشینی (گزاره‌های غیر تجربی). هیچ چیزی را نمی‌توان شک‌زدایانه مبرهن ساخت مگر آنچه خلافش متضمن تناقضی باشد. هیچ چیزی که به گونهٔ متمایز تصورپذیر باشد متضمن تناقض نیست. هر آنچه چونان موجود تصورش می‌کنیم، می‌توانیم چنان معدوم هم تصور کنیم اش؛ بنابراین هیچ هستی نیست که عدم‌اش متضمن تناقض باشد در نتیجه هیچ هستی نیست که وجودش را بتوان شک زدایانه مبرهن ساخت. مدعی‌اند که ایزد یک هستی ضرورتاً موجود است و می‌کوشند این ضرورت وجودش را با مسلم کردن این نکته تبیین کنند که اگر ما کل ذات یا طبیعتش را بشناسیم حتماً عدم او را آنقدر ناممکن می‌یابیم که دو ضرب در دو چهار نشود لیکن پیداست تا وقتی که قوه‌های ما همین‌ها که اکنون هستند باقی مانند این هرگز نمی‌تواند روی دهد برای ما همچنان ممکن خواهد بود که در هر زمان عدم چیزی را تصور کنیم که پیشتر موجود تصورش کرده‌ایم ذهن هم نمی‌تواند تحت ضرورتی باشد برای فرض بقای هموارهٔ یک شیء در هستی به همان‌گونه که تحت ضرورتی هستیم تا همواره دو ضرب در دو را چهار تصور کنیم بنا بر این عبارت وجود ضروری هیچ معنایی ندارد یا به دیگر سخن هیچ معنایی ندارد که سزاوار باشد.
از نظر هیوم ادعایی غیرقابل شک است که، دارای اجزای تجربی نباشد یا برای صدق آن به گزاره نیاز نداشته باشیم؛ به تجربه رجوع کنیم مانند گزاره‌های ریاضی.
البته در نقد هیوم گفته شده تصور شیء موجود به صورت شیء ناموجود ممکن نیست بلکه می‌توان گفت شئی در عالم اعتبار و ذهن معدوم شده است اما هیچگاه در حقیقت و خارج شیء موجود نمی‌تواند معدوم شود چرا که در خارج دو گونه است یا وجودش وابسته به وجود خود او است یا وجودش وابسته به غیر است؛ اگر وجودش وابسته به ذات خودش باشد مانند واجب که محال است ذاتی شیء از آن جدا شود، پس همیشه وجود دارد و اگر وجودش وابسته به دیگری (که همان وجود واجب است) است یعنی ممکن‌الوجود است تا وقتی که واجب یعنی علت وجود دارد معلول یا همان شیء ممکن وجود دارد و گفته شد وجود واجب از میان نمی‌رود پس ممکن نیز از بین نمی‌رود.

### نقد برهان نظم
برخلاف خود برهان نظم، نقد آن به گذشته‌های دور بازنمی‌گردد. هرچند انکار هدفمندی و نظم‌انگاری در اندیشه‌های اپیکورس نیز به چشم می‌خورد، اما نخستین انتقاداتی که به نحوی جدی به این برهان وارد شد، غالباً حاصل کار دیوید هیوم بودند.
دربارهٔ تقریر هماهنگی کلی در جهان، هیوم در کتاب گفتگوها دربارهٔ دین طبیعی از زبان شخصیت «فیلو» بیان کرد که باید تصدیق نمود که برای ما، از نگاه محدودی که داریم، غیرممکن است بتوانیم بگوییم آیا این نظام، در مقایسه با نظام‌های ممکن و حتی واقعی دیگر، حاوی هرگونه خطای چشمگیری هست یا خیر؟ به تصریح او، آیا یک نفر کشاورز و دهقان، اگر منظومهٔ انه‌اید بر وی خوانده می‌شد، می‌توانست آن شعر را کاملاً عاری از خطا و اشتباه بداند؟ او که هیچ سرودهٔ دیگری را به عمر خویش ندیده بود.
هیوم می‌گوید که تمثیل به کار رفته در تقریر پیلی از برهان نظم، بسیار سست و ضعیف است؛ و تمثیل تجربی، تنها میان دو پدیدهٔ تجربی اعتبار دارد، نه میان یک پدیدهٔ تجربی و یک پدیدهٔ غیر تجربی؛ ما با تجربه آموخته‌ایم که مصنوعات انسان نتیجهٔ طرح و تدبیرند، اما چنین تجربه‌ای از مجموعه‌های طبیعی نداریم.
به عبارت ساده‌تر، این برهان فرض را بر آن می‌گذارد که میان اشیای طبیعی (مثل چشم) و اشیای مصنوعی (مثل ساعت)، شباهت حائز اهمیت و معناداری هست و این در حالی است که مشخص نیست که چشم آدمی از هر وجه مهمی شبیه ساعت باشد. در حالی که اساس استدلال تمثیلی بر این فرض است که میان طرفین تمثیل شباهت چشمگیری هست. اگر این شباهت کمرنگ یا ضعیف باشد، نتایجی هم که بر بنیاد این مقایسه گرفته می‌شود، به همان نسبت سست و ضعیف خواهد بود. بر این اساس برای مثال ساعت مچی و ساعت جیبی آن اندازه به هم شباهت دارند که مجاز باشیم باور کنیم هر دوی آن‌ها را ساعت‌سازان پدید آورنده‌اند، ولی با این که میان ساعت و چشم شباهت‌هایی هست (هر دو پیچیده‌اند و کارهای خاص خودشان را انجام می‌دهند)؛ این شباهت ناچیز است و به همان نسبت هر قِسم نتیجه‌ای که بر بنیاد این تمثیل گرفته شود، به تَبَع آن ناچیز خواهد بود.
هیوم نشان داد که برهان نظم در بهترین حالت می‌تواند ثابت کند که پدیده‌های جهان ساختهٔ دست کسی یا چیزی یا کسانی یا چیزهایی است؛ یعنی حتی در اثبات توحید هم ناتوان است. خلاف ممکنات نیست که گروهی خدایان فروپایه‌تر با همکاری هم، طرح این جهان را ریخته باشند. به‌خصوص اگر از تمثیل استفاده کنیم، با توجه به آن که مصنوعات پیچیدهٔ بشر مانند آسمان‌خراش‌ها و موشک‌های فضایی و نظایر آن، حاصل کار گروه‌هایی از افراد است؛ نمی‌توانیم توحید را نتیجه بگیریم.

### نقد برهان علیت
هیوم مدعی است که نسبت علت و معلول، مفهوم حاد و مبرم تمامی تفکر ما دربارهٔ امور واقع را تشکیل می‌دهد؛ پس باید پرسش‌هایی دربارهٔ آن به میان آوریم و به جای آن‌که تصور کنیم معنای آن را می‌دانیم، سعی کنیم آن را بفهمیم.
- هیوم، کلیه ادراکات بشری را به دو گروه تقسیم کرد: انطباعات و تصورات.
- منظور هیوم از «انطباعات» داده‌های مستقیم حس و تجربه است. مانند اینکه چشم خود را باز کنیم و منظره‌ای طبیعی را مشاهده کنیم.
- مقصود وی از «تصورات»، تجدید همان ادراکات پس از قطع رابطه حسی مستقیم، به کمک تخیل و حافظه است.[۲۱]
- او سپس رابطه میان انطباعات و تصورات را به دو گروه تقسیم می‌کند: نسبت طبیعی و نسبت فلسفی.
- منظور هیوم از «نسبت طبیعی»، برقراری تداعی معانی بین دو تصور در ذهن است؛ به‌طوری‌که با پدید آمدن یکی، دیگری نیز بلافاصله پدید می‌آید.
- مقصود وی از «نسبت فلسفی»، رابطه‌ای است که از مقایسه دو یا چند چیز با یکدیگر حاصل می‌شود، بدون آن‌که لزوماً ذهن از طریق پیوستگی و تداعی معانی از یکی به دیگری منتقل شود.

هیوم «نسبت‌های طبیعی» را به سه گروه تقسیم می‌کند:
1. نسبت همانندی (به انگلیسی: Resemblance)
2. نسبت (هم‌جواری) در زمان یا مکان (به انگلیسی: Continuity in time or place)
3. نسبت کنشگری_کنش‌پذیری (علت و معلولی) (به انگلیسی: Cause and Effect)

در هر سه کیفیت یاد شده این ویژگی وجود دارد که تصور آن‌ها به واسطه نیروی طبیعیِ تداعی و پیوستگی، به دیگری می‌انجامد؛ و بر اساس طبیعت یا عادت، تصور یکی تصور دیگری را در ذهن ایجاد می‌کند. هیوم بر آن است که پیوند طبیعی یاد شده در میان تصورات باید به جهان ذهن و ادراکات محدود شود و نباید آن را به جهان خارج نسبت داده و بگوییم همین روابط میان موجودات خارجی نیز وجود دارد.
هیوم «نسبت‌های فلسفی» را به هفت گروه تقسیم می‌کند:
1. نسبت همانندی (به انگلیسی: Resemblance)
2. نسبت این‌همانی
3. نسبت زمانی و مکانی (به انگلیسی: Relation of time and place)
4. تناسب کمی یا عددی (به انگلیسی: Proportions in quantity or numbers)
5. درجات کمی (به انگلیسی: Degrees in quantity)
6. نسبت ناسازگاری (تعارض) (به انگلیسی: Contrariety)
7. نسبت کنشگری-کنش‌پذیری (علت و معلولی) (به انگلیسی: Cause and Effect)

هیوم سپس می‌گوید که هر یک از نسبت‌های فلسفی هفت‌گانه بالا، از دو حال خارج نیستند:
1. نسبت‌های وابسته به گمان‌های ما که عبارتند از: «نسبت همانندی»، «تناسب کمی یا عددی»، «درجات کیفیت» و «نسبت تعارض». شناخت ما نسبت به این امور یقینی است.
2. نسبت‌های ناوابسته به گمان‌های ما که عبارتند از: «نسبت این‌همانی»، «نسبت زمانی و مکانی»، و «نسبت علت و معلولی». از نظر هیوم معرفت ما به این‌گونه امور احتمالی است و نمی‌توان به معرفت یقینی دست یافت.[۲۳]

به تصریح هیوم، تکرار پیاپی و مستمر پدیده‌های روزمره، مسئول پیدایش «نسبت این‌همانی»، «نسبت زمانی و مکانی»، و «نسبت علت و معلولی» در ذهن ما هستند.
مثلاً با تجربه آتش، گرما را هم احساس می‌کنیم و تکرار این تجربه موجب می‌شود که با دیدن آتش انتظار پیدایش حرارت در ذهن ما ایجاد شود؛ بنابراین رابطه علیت چیزی جز تداعی معانی و انتظار ذهنی ناشی از تکرار تجربه و تعاقب یا تقارن مستمر نیست. بر این اساس، هیوم رابطه علیّت را چیزی جز عادت ذهنی نمی‌داند که در اثر تجربه پیوستگی زمانی-مکانی مکرر دو رویداد حاصل می‌شود. هیوم اظهار می‌دارد که رابطه علیت نه امری بدیهی و شهودی است، و نه امری مبتنی بر برهان عقلی؛ بلکه قاعده‌ای تجربی است و برای اثبات تجربی بودن این قاعده می‌گوید: علت‌ها و معلول‌ها توسط دلیل عقلی شناخته نمی‌شوند و تنها از راه تجربه کشف می‌شوند. از این رو هیچ‌گونه پیش‌بینی قطعی و ضروری دربارهٔ حوادث آینده نمی‌توان داشت.
هیوم می‌کوشد شواهدی بر نفی رابطه علیت گرد آورد. او در اینباره می‌نویسد:
اگر چیزی بر کسی که دارای قوت عقلی بسیار است مکشوف گردد، چنانچه آن چیز کاملاً برای او تازگی داشته باشد، حتی با آزمایش‌های دقیق بر روی کیفیات محسوس آن، نمی‌تواند چیزی از علت‌ها یا معلول‌های آن به دست آورد… آدم، که بنابر فرض از آغاز عقل کامل بوده، هرگز نمی‌توانست با ملاحظه سَیَلان و لطافت آب، غرق کنندگی آن را استنباط کند یا با مشاهده نور و حرارت آتش دریابد که او را می‌سوزاند.
هیوم در رساله‌ای نوشت که هرگونه استدلال استقرایی بر بنیاد مفهوم علیت است و از سوی دیگر خود این مفهوم بر معیار استقراء است؛ یعنی همهٔ نتیجه‌گیری‌های تجربی بر بنیاد این فرض شده است که آینده همانند گذشته است و از این‌رو همه بستگی‌هایی که امروز یا در گذشته میان وقایع یافته‌ایم، در آینده نیز در کار خواهند بود و علت‌هایی که در گذشته معلول‌هایی را در پی آورده‌اند، در آینده نیز چنین خواهند کرد. هیوم، با این که تجربه را تنها تکیه‌گاه نامید، استفاده کردن از تجربه برای استوار کردن اصول کلی را رد کرد و با استدلال نبود تجربه از آینده، بنیاد علیت را «تعمیم ناروا» نامید.
 افتادن سنگ را به زمین بارها تجربه کرده؛ ولی هیچ‌وقت تجربه نکرده‌ای که همیشه به زمین می‌افتد. زمین را و سنگ را می‌بینی و افتادن آن را درک می‌کنی، اما نیرویی را که سنگ را به سوی زمین می‌کشاند درک نمی‌کنی. تو هیچ‌وقت خود آن قانون را تجربه نکرده‌ای. تجربه فقط آن بوده است که چیزها به زمین می‌افتد. یقین داری سنگ می‌افتد، چون بارها این رویداد را دیده‌ای؛ عادت کرده‌ای که این دو با هم باشند، و آنگاه حکم بر قانون می‌کنی.
هیوم، در مثالی دو گوی بیلیارد را به کار برد، اگر یک گوی سیاه غلتانده شود و به گوی سفید ایستا برخورد کند، گوی سفید به حرکت در می‌آید. در این مورد، معمولاً حکم به علیت می‌شود؛ یعنی ضربه گوی سیاه علت حرکت گوی سفید دانسته می‌شود. هیوم استدلال کرده است که حرکت گوی سفید تجربه شده است اما علت واقعی به حرکت درآمدن آن تجربه نشده است؛ در واقع حکم علیت برای این بوده است که روی‌دادی در پی روی‌داد دیگر رخ داده است؛ اما علیت آزموده نشده است. هیوم تأکید کرده است که انتظار آمدن چیزی در پی چیزی دیگر، در خود آن چیزها نیست؛ بلکه در ذهن آدمی‌است. انتظار حرکت گوی سفید در برخورد با گوی سیاه، نه ذاتی؛ بلکه اکتسابی است.
به‌طور خلاصه، دیوید هیوم پیوند علی را پیوندی روانی و نه پیوندی منطقی دانست. وی باور داشت در همهٔ مواردی که مردم قائل به علیت هستند، فقط به دلیل تعاقب یا تقارن دو پدیده در جهان خارج به این باور رسیده‌اند؛ بنابراین هیچ‌گاه نمی‌توان در اشیای خارجی حکم به علیت کرد.

### زیباشناسی
دو رسالهٔ مهم هیوم در باب زیباشناسی عبارتند از «دربارهٔ ملاک ذوق» و «در باب تراژدی».

## دربارهٔ ملاک ذوق
هیوم ایدهٔ «ذوق» را که برآمده از تفکر غالب قرن هجدهم در مورد هنر بود توسعه داد. متفکران این دوره با بحث در مورد ذوق، و نه در باب زیبایی یا تناسب اوبژه، تمرکز اندیشه در باب هنر را از کیفیت اثر به تجربهٔ بیننده، شنونده یا خواننده تغییر دادند و راه را برای بحث در مورد «تجربهٔ زیبایی شناختی»، و همچنین بعدها «خواص زیبایی‌شناسی» گشودند. 
دیوید هیوم درمقالهٔ «دربارهٔ ملاک ذوق»، تلاشی را جهت آشتی‌دادن دو مفهوم ظاهراً متناقض پی می‌گیرد. از یک سو، تفاوت ذوق‌ها بدیهی به نظر می‌رسد. «آنچه که شما واقعاً فوق‌العاده می‌پندارید ممکن است برای من وحشتناک یا حتی منزجر کننده باشد!» این موضوع برای هنر نیز صادق است اگرچه برای چیزی مانند بستنی نیز به همین گونه است. ذوق، مسئله‌ای ناشی از عواطف است، ناشی از این که من چگونه چیزها را حس می‌کنم. هیوم بین دو موضعِ متفاوت با بیانِ این‌که در واقع، ملاک‌هایی برای ذوق وجود دارد آشتی برقرار می‌کند. این ملاک‌ها یک توافق عامِ حاصل از تجربه را در مورد «احساسات مشترک بشری» نشان می‌دهند. 
دلیل نفی ذوق هر شخص به تنهایی، از همین ملاک‌ها پیروی می‌کند؛ به قول هیوم «این عواطف پالایندهٔ ذهن، از یک سرشت بسیار حساس و لطیف سرچشمه می‌گیرند، و نیاز به اجماعی از شرایط بسیار مساعد جهت طرح‌ریزی بازی‌شان (منظور به‌کارگیری تخیل است) توسط استعداد ذاتی، بر اساسِ اصول کلی و بنا نهاده‌شان دارند که همچون یک ماشین، کمترین ممانعت بیرونی برای فنرهای کوچکش، یا کمترین بی‌نظمی درونی، حرکت شان را از بین می‌برد، و عملکرد کل دستگاه را به هم می‌ریزد». بنابراین اگر چه تا حدی درست می‌نماید که «زیبایی در چشم ناظر وجود دارد» اما علی‌رغم آن هیوم معتقد است که «طبیعت، یک زیباییِ جامع و مشترک را همچون پیوندی، میان فرم و احساسات برقرار کرده است». هیوم دو آزمون را جهت تشخیص اثر هنری پیشنهاد می‌دهد. اولین آزمون، آزمون زمان است، که خیلی برای آثار جدید مناسب به نظر نمی‌رسد؛ این آزمون معتقد است آنچه که توسط نسل‌های بسیاری از برآوردکنندگان هنر به عنوان اثر هنری فاخر شناخته شده است باید بزرگ دانسته شود، زیرا احساسات مشترک بشری آن را تأیید می‌کنند. 
آزمون دوم هیوم، در واقع یک آزمون نیست، بلکه بیشتر روشی توصیه شده برای منتقدان و برآوردکنندگان هنر است که در اینجا به اجمال، این اصول را که وی برای درک و نقد هنر وضع کرده است فهرست می‌کنیم:
1. آغاز با ابزار مناسب: برای تشخیص «احساس زیبایی» به‌طور مطمئن، نیاز به تخیل حساس است.
2. تکرار تمرین گونه، تکامل می‌بخشد: تجربهٔ بیشتر در مشاهدهٔ آثار هنری، منجر به قضاوت بصیرانه‌تر می‌شود.
3. اتخاذ نگاه‌های چندگانه: آنچه در اولین بررسی از دست می‌رود ممکن است در سومین یا چهارمین نگاه به دست آید.
4. مقایسه اثر با دیگر آثارِ شبیهِ آن: این عمل کمک به دیده شدن آنچه می‌کند که ممکن است بر اثر نادیده گرفتن این روش از دست رود.
5. رهاسازی ذهن از تعصبات: تا آنجا که ممکن است، باید هر گونه علاقهٔ خاص شخصی که ممکن است در برابر اثر به وجود آید فراموش گردد. به عنوان مثال، برای اینکه خالق اثر، یکی از بستگان شما است، یا این که شما هزینهٔ زیادی را برای آن پرداخت کرده‌اید، یا شما موافق یا مخالف مضمون یا اجزاء اثر هستید؛ بهتر است سعی در جهت یک ناظر بی‌طرف بودن باشد.

اجماع همهٔ این توصیفات با یکدیگر آسان نیست؛ برای همین است که به قول هیوم «یک داور حقیقی در هنر، شخصیتی نادر است.» با این حال، چنین داورانی را می‌توان یافت، که در نتیجه، حکم‌های آنان را، ملاکی جهت نقد قرار داد. «حس قویِ یگانه با عواطف حساس، بالا بردن بصیرت هنری توسط تکرار در مشاهده، تکامل از طریق مقایسه و رهایی از هرگونه تعصب، می‌تواند منتقدان را به این ویژگی ارزشمند ملقب سازد؛ و حکم مشترک این چنینی، هر کجا که یافت شود، ملاک واقعی ذوق و زیبایی است.» اگرچه ممکن است کسی گمان کند که داوری انتقادی، بیش از حد سازندهٔ موضوعی سطح بالا است، هیوم بیان می‌دارد که قضاوت‌های چنین منتقدانی، تنها در جایی که توسط دیگر ناظران تأیید شود اعتبار خواهد داشت و از آنجا که اساس ملاک ذوق، احساسات جامع بشر است، یک تمایلی برای دیگران جهت هم صدایی با قضاوت انتقادی وجود خواهد داشت. 
حال در این باره بیندیشید که آیا این موضوع درست است، یا تا چه حد می‌تواند درست باشد، و تا چه اندازه‌ای فکر می‌کنید ذوق، یک موضوعِ تعریف شدهٔ فرهنگی، یا یک موضوع ناشی از پایگاه طبقاتی است. هیوم مقاله خود را با دو صلاحدید در این مورد به پایان می‌برد. او بیان می‌دارد که هر بحثی در باب محاسن اثر هنری نمی‌تواند با ملاک ذوق حل و فصل شود. یک تنوع طبیعی در احساسات وجود دارد، مانند دلیلی که برخی افراد، چیزی را تقاضا می‌کنند که برای برخی دیگر خواستنی نیست. از این رو ممکن است یک جوان، داستان‌های رمانتیک، و یک شخصِ پیر، فلسفه را ترجیح دهد. در اینجا هیچ ملاکی به کار نمی‌رود؛ یک ذوق بهتر از ذوق دیگر نیست، فقط یک نوع تفاوت است. 
مسئلهٔ مشابهی نیز در برخی از موارد، که ذوق از یک فرهنگ به فرهنگ دیگر تغییر می‌کند صادق است. آنچه که برای یک آمریکایی خنده دار است ممکن برای یک کره‌ای خنده دار نباشد، و بالعکس. این مسئله به راستی موضوعی از تفاوت‌های فرهنگی است، و هیچ حقیقت میان فرهنگی ای دربارهٔ این‌که چه چیزی واقعاً خنده‌دار است وجود ندارد.

## در باب تراژدی
هیوم با این پرسش مقاله را آغاز می‌کند که «چگونه تراژدی با وجود انفعالات ناگوار و دردآوری که برمی‌انگیزد، همچنان لذت‌بخش است؟». این مسئله او را بر آن می‌دارد که بر موضوع تراژدی و رابطه آن با انفعالات تمرکز کند. تاکنون نظر هیوم دربارهٔ این رابطه به شکل‌های متنوعی صورت‌بندی شده است که یکی از مشهورترین آن‌ها فرضیه تبدیل هیوم است. بر مبنای این فرضیه، انفعالات ناگوار به واسطه تمهیدات سبکی و بلاغی تراژدی به انفعالات لذت‌بخش تبدیل می‌شوند. این فرضیه در طول سالیان دستخوش تصدیق‌ها، انکارها، اصلاحات و تغییرات متعددی شده است و موافقان و مخالفان خود را داشته است. اما در غالب موارد موافقان و مخالفان این فرضیه در این نکته اتفاق نظر دارند که تراژدی از طریق تمهیدات شاعرانه و بلاغی‌سبکی دست به تولید لذت می‌زند.

## فلسفه اخلاق
زیبایی و زشتی اموری صرفاً ذهنی هستند و در جهان واقعی وجود ندارند. سرشت اخلاقی در انسان وجود نداشته و ندارد. آنچه که بشر را به این سمت (وجود اصول اخلاقی) سوق داده، تنها یک نتیجه‌گیری کلی است که از مثال‌های جزئی حاصل شده و آنچه که حقیقت است، احساس ماست، نه ارزشی اخلاقی.
از نظر هیوم فلسفه اخلاق در اصل فلسفه نیست و صرفاً منشأ احساسی دارد. او در جایی می‌گوید: این از نظر منطقی قابل توجیه خواهد بود اگر من دنیا را از بین ببرم تا دست من خراشی نبیند ولی این کار و تصمیم عاری از احساسات است. در نتیجه او فلسفه اخلاق را تا حد زیادی (نه کاملاً؛ زیرا فایده باور بود) قبول ندارد.

## نظر راسل دربارهٔ هیوم
برتراند راسل در کتاب تاریخ فلسفه غرب می‌گوید: فلسفهٔ هیوم به معنای واقعی ما را به بن‌بست می‌کشاند و مسائل و سوالاتی که هیوم مطرح کرده هنوز هم بدون پاسخ باقی مانده‌اند! راسل مهم‌ترین اثر هیوم را رساله دربارهٔ طبیعت آدمی (Treatise of Human Nature) می‌داند. هیوم کتابی تحت عنوان «تاریخ انگلستان (History of England)» دارد که در سال ۱۷۵۵ انتشار یافت. در این کتاب هیوم سعی می‌کند برتری محافظه‌کاران بر لیبرال‌ها و برتری اسکاتلندی‌ها بر انگلیسی‌ها را ثابت کند. هیوم تاریخ را جای رعایت بی‌غرضی فیلسوفانه نمی‌دانست.